# Oneworld

Logo sojuszu Oneworld

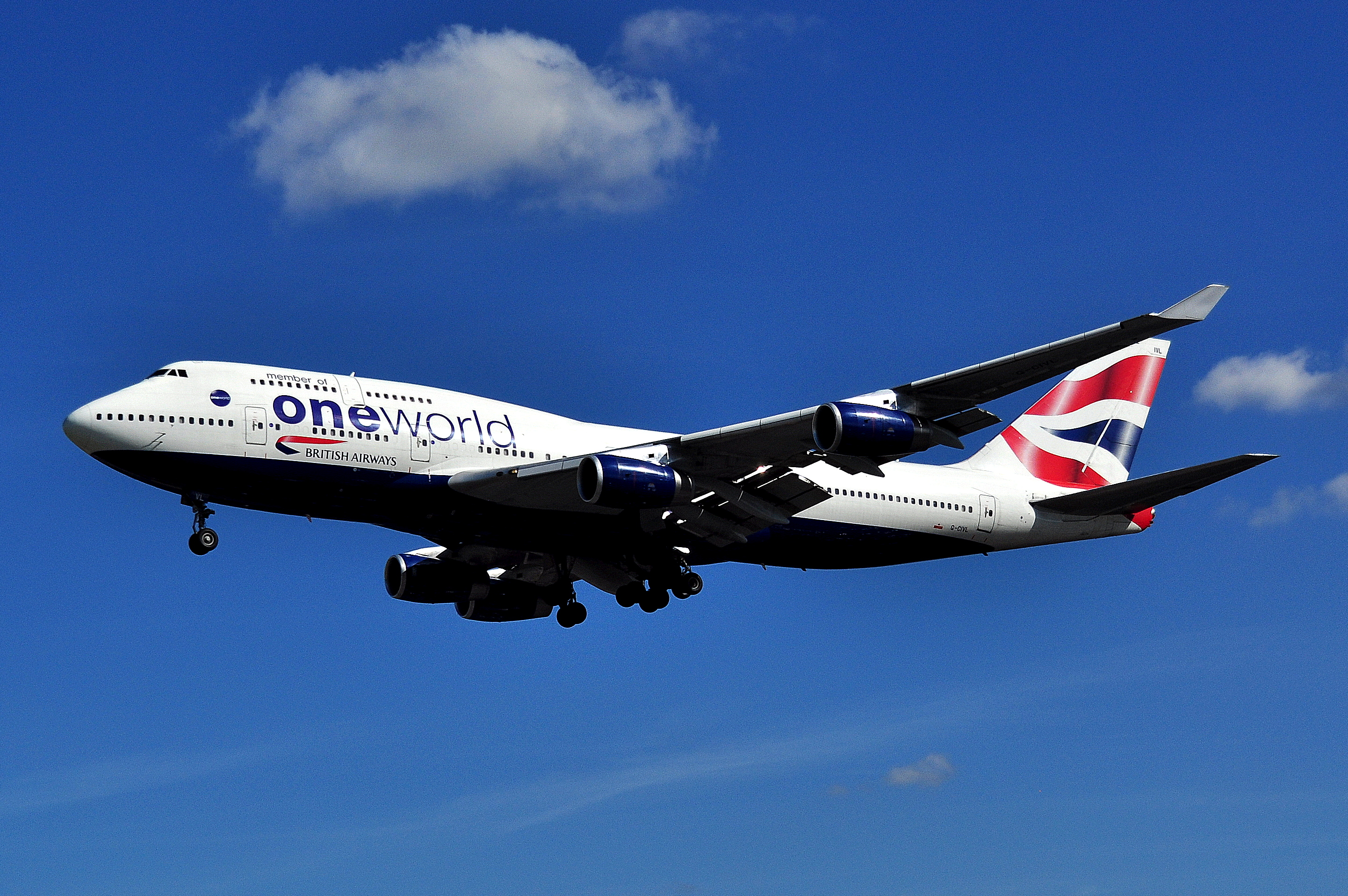
Samolot British Airways w barwach oneworld

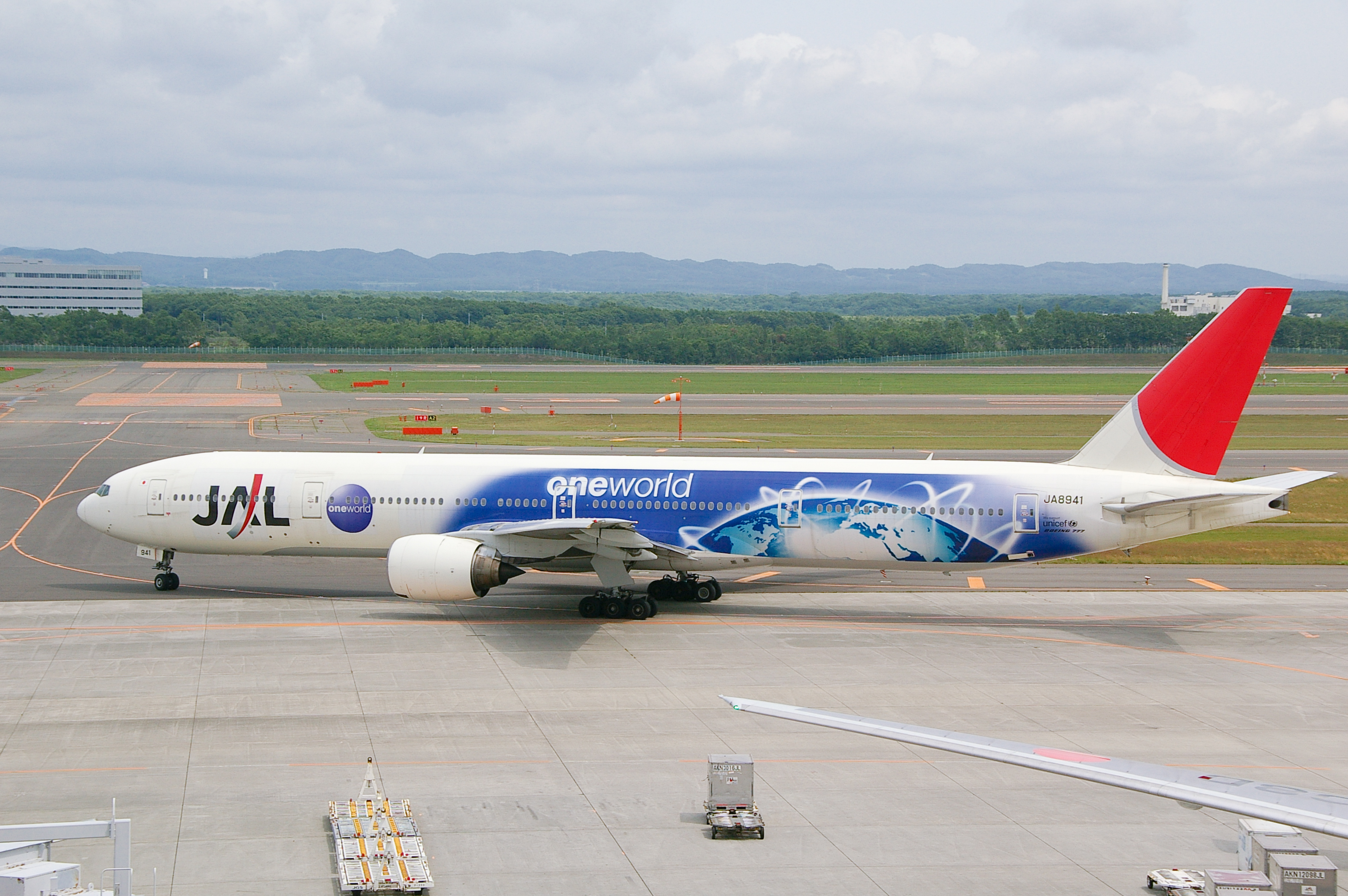
Samolot Japan Airlines w barwach oneworld

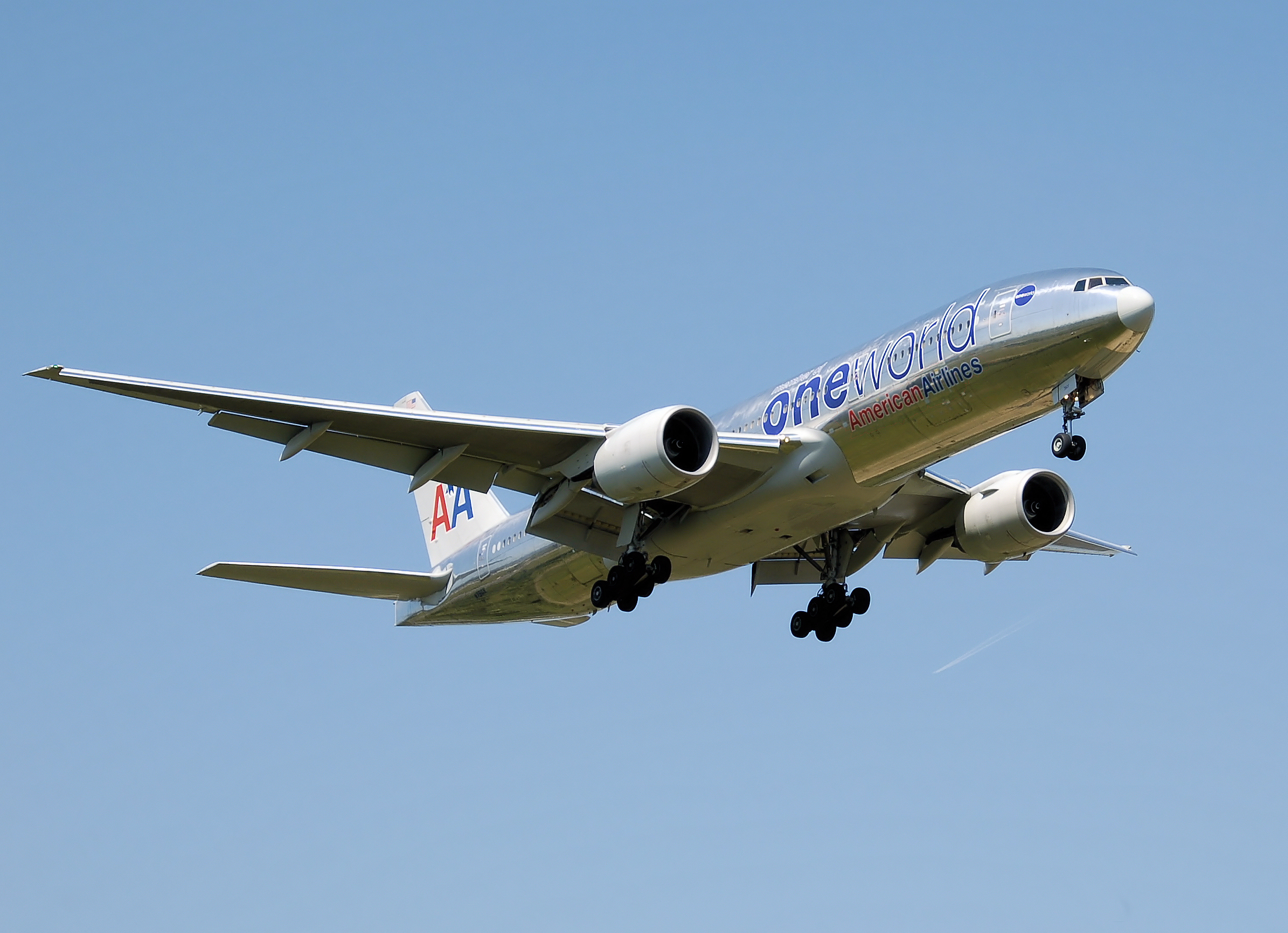
Samolot American Airlines w barwach oneworld

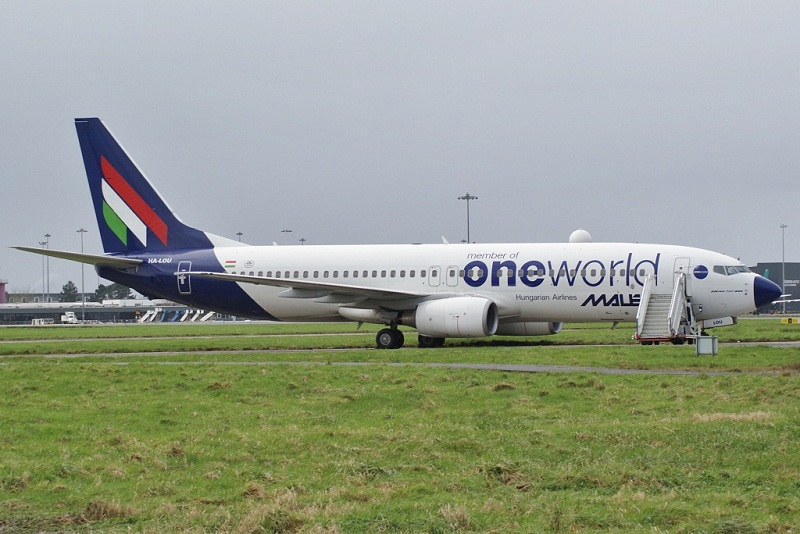
Samolot Malév w barwach oneworld

Oneworld – jeden z 3 największych sojuszy linii lotniczych po SkyTeam i Star Alliance. Został założony 1 lutego 1999, a jego siedziba od 2022 znajduje się w Fort Worth, w Stanach Zjednoczonych.
Jego hasło przewodnie brzmi: An alliance of the world's leading airlines working as one (pl. Sojusz czołowych linii lotniczych świata działających jako jedność).
W grudniu 2013 członkowie Oneworld wspólnie operowali flotą 3300 samolotów, obsługiwali około tysiąc lotnisk w ponad 150 krajach, przewożąc 475 milionów pasażerów rocznie, wykonując dziennie 14 000 lotów, generując przy tym roczne przychody w wysokości ponad 140 mld USD.

## Członkowie sojuszu

### Obecni członkowie
| Linia lotnicza     | Rok dołączenia | Stowarzyszona linia lotnicza                                      |
| ------------------ | -------------- | ----------------------------------------------------------------- |
| Alaska Airlines    | 2021           | Horizon Air SkyWest                                               |
| American Airlines  | 1999           | American Eagle                                                    |
| British Airways    | 1999           | BA CityFlyer BA EuroFlyer Sun Air                                 |
| Cathay Pacific     | 1999           |                                                                   |
| Fiji Airways       | 2025           | Fiji Link                                                         |
| Finnair            | 1999           | Nordic Regional Airlines                                          |
| Iberia             | 1999           | Iberia Express Iberia Regional                                    |
| Japan Airlines     | 2007           | Hokkaido Air System J-Air Japan Air Commuter Japan Transocean Air |
| Malaysia Airlines  | 2013           |                                                                   |
| Oman Air           | 2025           |                                                                   |
| Qantas             | 1999           | QantasLink                                                        |
| Qatar Airways      | 2013           |                                                                   |
| Royal Air Maroc    | 2020           | Royal Air Maroc Express                                           |
| Royal Jordanian    | 2007           |                                                                   |
| SriLankan Airlines | 2014           |                                                                   |

### Byli członkowie
- Canadian Airlines – jeden z założycieli sojuszu, w 2000 został przejęty przez Air Canada – członka Star Alliance
- Aer Lingus – linie opuściły sojusz w 2007 w związku z restrukturyzacją
- Mexicana – linie zawiesiły wykonywanie operacji lotniczych w 2010
- Malév – linie ogłosiły bankructwo i zawiesiły wykonywanie operacji lotniczych w 2012
- Air Berlin – linie zaprzestały działalności w 2017
- LATAM – linie opuściły sojusz w 2020 w związku z przejęciem części akcji przez Delta Air Lines – członka SkyTeam[3]

### Zawieszeni członkowie
- S7 Airlines – linie zawieszone od 2022 w związku z inwazją Rosji na Ukrainę[4]